# Station Silverdale
Silverdale is een spoorwegstation van National Rail in Silverdale, Lancaster in Engeland. Het station van de Furness Line is eigendom van Network Rail en wordt beheerd door Northern Rail. 